# Walter de Coutances

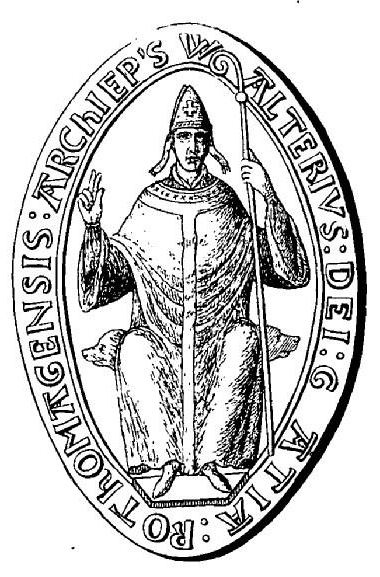
Siegel von Walter de Coutances

Walter de Coutances (auch Gautier de Coutances oder Gualterus Constantiis) († 16. November 1207) war ein anglonormannischer Geistlicher. Er wurde 1183 Bischof von Lincoln, ehe er 1184 Erzbischof von Rouen wurde. Dazu stand er lange Jahre im Dienst der angevinischen Könige. Von 1191 bis 1193 nahm er die Aufgaben des königlichen Justiciars für England wahr. Enttäuscht von den Königen Richard Löwenherz und Johann Ohneland setzte er 1204 den französischen König Philipp II. als neuen Herzog der Normandie ein.

## Herkunft und Laufbahn als Beamter und Geistlicher
Walter de Coutances stammte aus Cornwall. Seine Eltern waren wohl Adlige und hießen Reinfrid und Gonilla, sie oder ihre Vorfahren stammten vermutlich aus der Normandie. Er hatte einen Bruder, Roger fitz Reinfrid, der im königlichen Haushalt diente. Zu seinen Neffen gehörten John de Coutances, der spätere Bischof von Worcester, und Richard, der Archidiakon von Rouen wurde. Mehrere Kanoniker in Lincoln und Rouen, wo Walter Bischof war, hießen ebenfalls de Coutances und waren wohl mit ihm verwandt. Walter de Coutances studierte vermutlich in Paris und wurde als Magister bezeichnet. Wohl durch den Einfluss seines Bruders Roger fitz Reinfrid kam auch Walter in den königlichen Haushalt von Heinrich II. Vor 1169 wurde er Kanoniker und 1177 Schatzmeister an der Kathedrale von Rouen. In England wurde er 1173 oder 1174 Archidiakon von Oxford. Als Ralph de Warneville königlicher Kanzler wurde, wurde Coutances sein Vizekanzler. Vom königlichen Haushalt wechselte er in den Haushalt von Heinrich dem Jüngeren, dem ältesten Sohn des Königs. Als dieser jedoch 1173 gegen seinen Vater rebellierte, schloss sich Coutances wieder dem König an. 1176 und 1177 reiste er als Gesandter zu Graf Philipp von Flandern und zu König Ludwig VII. von Frankreich. Anschließend wurde er königlicher Verwalter der vakanten Wilton und Ramsey Abbey sowie der Honour of Arundel.

## Bischof von Lincoln
Nach dem Amtsverzicht von Geoffrey Plantagenet als Bischof von Lincoln wurde Coutances mit königlicher Unterstützung gegen drei Gegenkandidaten am 2. Mai 1183 zum neuen Bischof von Lincoln gewählt. Am 11. Juni 1183 wurde er vom Bischof Johann von Évreux zum Priester und am 3. Juli von Erzbischof Richard von Canterbury in Angers zum Bischof geweiht. Am 11. Dezember 1183 erfolgte seine Inthronisation in Lincoln. Als Bischof nahm er 1184 an der Kirchenratsversammlung in Westminster teil, bei der Balduin zum Erzbischof von Canterbury gewählt wurde. Sonst ist über die nur achtzehnmonatige Amtszeit von Coutances als Bischof von Lincoln wenig bekannt. Der zeitgenössische Chronist Gerald of Wales beschuldigte Coutances, als Bischof hohe Schulden gemacht zu haben. Bereits im Sommer 1184 übernahm Coutances ein neues Amt und wurde Erzbischof von Rouen in der Normandie.

## Erzbischof von Rouen

### Dienst unter HeinrichII.
In Rouen hatte König Heinrich II. die Wahl der Kandidaten des Kathedralkapitels abgelehnt und stattdessen drei englische Bischöfe zur Wahl vorgeschlagen. Dabei hatte er den Kanonikern verdeutlicht, dass Coutances sein Wunschkandidat sei. Am 17. November 1184 wurde die Wahl von Coutances von Papst Lucius III. bestätigt. Angeblich zögerte Coutances zunächst, die Wahl zum Erzbischof der reichen Diözese Rouen anzunehmen, sondern wollte stattdessen als einfacher Priester leben. Doch auch als Erzbischof blieb Coutances im Dienst des Königs. 1186 diente er als englischer Gesandter am französischen Königshof. 1187 wandten sich die Mönche des Kathedralpriorats von Canterbury an ihn mit der Bitte, in einem Streit mit Erzbischof Balduin zu vermitteln. Dieser plante, ein Kollegiatstift für die Erzdiözese Canterbury zu gründen, was die Mönche entschieden ablehnten, worauf ein langwieriger Streit zwischen Erzbischof und Mönchen folgte. Zusammen mit König Heinrich II. und dem französischen König Philipp II. legte Coutances im Januar 1188 ein Kreuzzugsgelübde ab. Im selben Jahr diente er erneut als englischer Gesandter, der vom französischen König Schadensersatz für die Zerstörungen verlangte, die die Franzosen bei einem Feldzug in die Normandie angerichtet hatten. 1189 begleitete er Heinrich II. bei dem mit Philipp II. und Heinrichs Sohn Richard in La Ferté-Bernard. Der Papst ernannte ihn dabei zu einem der Vermittler, dessen Schiedsspruch die beiden Könige sich unterwerfen wollten.

### Dienst für Richard Löwenherz

#### Teilnahme am Dritten Kreuzzug
Nach dem Tod von Heinrich II. im Juli 1189 erteilte Coutances dessen Sohn und Nachfolger Richard die Absolution für die Rebellion gegen seinen Vater. Danach setzte er ihn in Rouen als Herzog der Normandie ein. Anschließend reiste er nach England, wo er an der Krönung von Richard in Westminster Abbey teilnahm. Danach kehrte er mit ihm in die Normandie zurück. Um sein Kreuzzugsgelübde zu erfüllen, schloss er sich im Sommer 1190 dem Dritten Kreuzzug unter der Führung Richards an. Nachdem die Kreuzfahrer Sizilien erreicht hatten, kam es im Oktober 1190 in Messina zu blutigen Zusammenstößen zwischen den englischen Kreuzfahren und Bürgern der Stadt. Coutances gehörte darauf zu den englischen Vertretern, die mit den Bürgern ein Friedensabkommen schlossen. Bevor das englisch-französische Kreuzfahrerheer im Frühjahr 1191 zur Weiterfahrt nach Palästina aufbrach, nahm Coutances an den Beratungen Richards mit dem französischen König teil. Er garantierte mit, dass Richard den Frieden mit König Tankred von Sizilien einhalten würde. Dazu ernannte ihn der König zum Schatzmeister des englischen Kreuzfahrerheeres. Dann erfuhr der König von den Unruhen in England, die durch Machenschaften seines Bruders Johann und der Unbeliebtheit des Justiciars William Longchamp entstanden waren. Daraufhin sandte Richard Coutances mit umfassenden Vollmachten, die ihn mit Longchamp gleichstellten, zurück nach England. Papst Clemens III. entband Coutances von seinem Kreuzzugsgelübde, und zusammen mit Richards Mutter Eleonore von Aquitanien kehrte Coutances nach England zurück.

#### Justiciar von England
Im Frühjahr 1191 erreichte Coutances wieder England, wo er eine verworrene Situation vorfand. Die Unbeliebtheit Longchamps führte zu offenen Feindseligkeiten der Barone, während Johann Ohneland versuchte, diese Situation auszunutzen, um selbst an die Macht zu gelangen. Coutances unterstützte weder Longchamp noch Johann, sondern versuchte zwischen beiden zu vermitteln. Bei einer Ratsversammlung am 28. Juli 1191 konnte ein Ausgleich zwischen beiden erreicht werden, bei dem auch der Besitz von strittigen Burgen geklärt wurde. Doch dann ließ Longchamp im September 1191 Geoffrey, den Halbbruder des Königs und gewählter Erzbischof von York, ergreifen, als dieser in Dover landete, um sein Amt als Erzbischof zu übernehmen. Daraufhin setzte Coutances Longchamp als Justiciar ab, der seine Burgen übergeben musste und in die Normandie floh. Coutances exkommunizierte ihn als Erzbischof von Rouen und übernahm im Oktober selbst die Aufgaben des Justiciars, wobei er diesen Titel nicht führte und stets im Namen des Königs regierte. Longchamp gab sich jedoch nicht geschlagen, sondern wandte sich an König Richard und an den neuen Papst Coelestin III. um Hilfe. Der Papst sandte daraufhin Beauftragte in die Normandie, um die verworrene Lage zu untersuchen. Diese wurden von William Fitzralph, dem Seneschall der Normandie, an der Einreise gehindert, worauf der Papst über die Normandie das Interdikt verhängte. In England ließ Coutances dagegen Longchamps Diözese Ely besetzen. Coutances regierte während der Abwesenheit von König Richard bis Ende 1193 England, wobei er versuchte, die Bischöfe und Barone in die Herrschaft mit einzubeziehen. Zu seinen Aufgaben gehörte dabei, für den 1190 während des Kreuzzugs verstorbenen Erzbischof Balduin von Canterbury einen Nachfolger zu finden. Er selbst, aber auch Longchamp hatten begründete Ansprüche auf dieses höchste kirchliche Amt Englands. Dazu weigerten sich die Mönche der Kathedralkapitels von Canterbury, den königlichen Kandidaten Guglielmo, Erzbischof des sizilianischen Monreale zu wählen. Daraufhin wurde im November 1191 Bischof Reginald von Bath gewählt, der jedoch schon nach einem Monat starb. Coutances überwachte nun die neue Wahl am 22. Mai 1193, bei der der neue königliche Kandidat Hubert Walter gewählt wurde. Inzwischen hatte die Nachricht, dass König Richard in Deutschland gefangen gehalten wurde, England erreicht. Coutances versuchte nun, die Freilassung des Königs zu erreichen. Er berief für Februar 1193 eine Ratsversammlung nach Oxford ein, die beschloss, die Äbte von Boxley und Robertsbridge Abbey nach Deutschland zu senden, um dort mit dem König Kontakt aufzunehmen. Die Äbte überbrachten den Befehl des Königs, dass Coutances Richards Mutter Eleonore nach Deutschland begleiten sollte. Als Coutances daraufhin aus England abreiste, übergab er die Regierung an Erzbischof Hubert Walter.

#### Zerwürfnis mit Richard Löwenherz
Am 2. Februar 1194 nahm Coutances in Mainz an einem Treffen mit Abgesandten von Kaiser Heinrich VI. teil, bei der die Bedingungen für die Freilassung von König Richard festgelegt wurden. Nach der Freilassung Richards blieb Coutances an seiner Stelle als Geisel in Deutschland, bis Lösegeld vollständig gezahlt würde. Da der König die letzte Rate von 10.000 Mark nie zahlte, musste Coutances diese Summe selbst aufbringen, um seine Freiheit wieder zu erlangen. Im Mai 1194 kehrte er schließlich nach England zurück, von wo er wenig später wieder in die Normandie reiste. Dort war es wieder zum Krieg zwischen Richard und Philipp II. über das Herzogtum gekommen. Über die hohen Abgaben, die für die Kosten des Krieges aufgebracht werden mussten, war Coutances schockiert. Bei seinem Versuch, einen Waffenstillstand zu vermitteln, stieß Coutances jedoch nur auf ärgerliche Ablehnung. In einem im Januar 1196 in Louviers geschlossenen Abkommen vereinbarten die beiden Könige, dass Les Andelys, ein Gut von Coutances südlich von Rouen als neutrales Gebiet gelten solle. Damit wurde das reiche Gut von Coutances quasi zum Pfand, das Coutances verlieren konnte, sollte er einen der Könige exkommunizieren oder ein Interdikt verhängen. Enttäuscht zog sich Coutances nach Cambrai zurück und kehrte erst im Juli 1196 wieder nach Rouen zurück. In der Zwischenzeit hatte König Richard mit dem Bau von Château Gaillard begonnen, das auf dem Gelände von Les Andelys lag. Angesichts dieser Verletzung seiner Besitzungen verhängte Coutances über der Normandie das Interdikt und floh im November 1196 nach Rom, wo er den Papst um Hilfe bat. Papst Coelestin III. entschied jedoch am 20. April 1197, dass der Bau von Château Gaillard von entscheidender Bedeutung für die Sicherheit der Normandie sei. Deshalb sollte Coutances einem Landtausch mit dem englischen König zustimmen. Daraufhin schlossen Coutances und Richard am 16. Oktober 1197 eine Vereinbarung, in der Coutances den Hafen von Dieppe sowie weitere Besitzungen erhielt, durch die er jährliche Einkünfte von 2000 angevinischen Pfund hatte. Trotz diesen Ausgleichs hatte Coutances jedoch das Vertrauen in Richard verloren, weil der König nicht mehr die Kirche der Normandie und deren Besitzungen schützte. In der Folge diente er nicht mehr dem König, sondern widmete sich seinen Aufgaben als Erzbischof von Rouen.

### Erzbischof unter Johann Ohneland und Wechsel zu PhilippII.

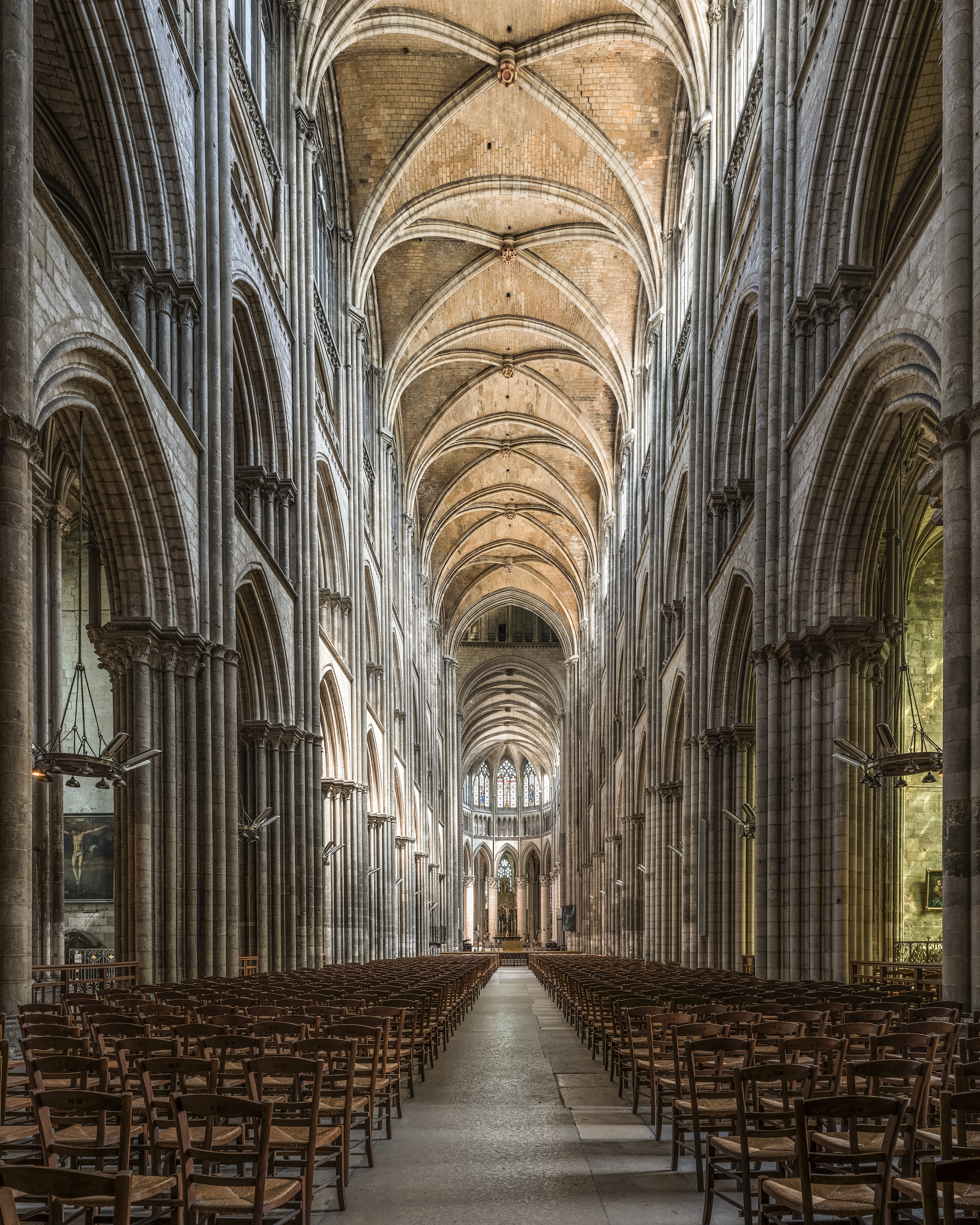
Das hauptsächlich während der Amtszeit von Coutances errichtete Langhaus der Kathedrale von Rouen

Nach dem Tod von König Richard 1199 setzte Coutances am 25. April dessen Bruder Johann Ohneland als neuen Herzog der Normandie ein. Johann schwor, die Kirche und ihre Rechte zu schützen. Wenig später bestätigte Johann den Tausch von Dieppe und der anderen Gebiete gegen Les Andelys. In der Folge bestritt er jedoch das Recht der weltlichen Gerichtsbarkeit des Erzbischofs für dessen Besitzungen, die Forstrechte der Kirche und andere Rechte. Um diese Ansprüche des Königs aufzuschieben, zahlte Coutances Johann 1500 angevinische Pfund, dazu musste er weitere 600 Pfund zahlen, ehe der König die meisten der in Frage gestellten Rechte wieder bestätigte. In der Folge nahm Coutances an den Friedensverhandlungen teil, die am 22. Mai 1200 zum Vertrag von Le Goulet zwischen Johann Ohneland und Philipp II. führten. Als es jedoch 1202 erneut zum Französisch-Englischen Krieg kam, unterstützte Coutances Johann Ohneland nicht mehr die der Verteidigung der Normandie. Als die Franzosen 1204 die Normandie 1204 eroberten, wechselte er auf die Seite von Philipp II., den er als neuen Herzog einsetzte.

### Wirken als Erzbischof
Obwohl Coutances vor allem zwischen 1190 und 1194 fast gar nicht in der Normandie war, nahm er dennoch seine Aufgaben als Erzbischof ernst. In Verhandlungen mit dem Seneschall der Normandie erreichte er 1190, dass Geistliche in der Normandie weiterhin gegenüber den herzoglichen Gerichten Immunität genossen. Er modernisierte auch die kirchliche Verwaltung. Vor 1200 begann er mit der Anlage eines Verzeichnisses von seinen Urteilen, und zur Erledigung seiner Amtsgeschäfte ernannte er als erster Erzbischof einen kirchlichen Beamten. Er ließ den 1155 begonnenen Wiederaufbau der Kathedrale von Rouen im frühgotischen Stil fortführen. Als die Kathedrale 1200 bei einem Feuer schwer beschädigt wurde, begann er unverzüglich mit dem erneuten Wiederaufbau.
Nach seinem Tod im November 1207 wurde er in der Kathedrale von Rouen beigesetzt. Bei seinem Tod hinterließ er einen umfangreichen und wertvollen persönlichen Besitz, zu dem Schmuck, liturgische Gefäße, Gewänder und eine umfangreiche Büchersammlung mit theologischen Werken, Heiligengeschichten, Schriften zum kanonischen Recht und Werken von Statius, Juvenal und Ovid gehörten.